# Pareurystomina flagellicaudata
Pareurystomina flagellicaudata is een rondwormensoort uit de familie van de Enchelidiidae. De wetenschappelijke naam van de soort is voor het eerst geldig gepubliceerd in 1946 door Schuurmans Stekhoven.